# Maja Dramadol
Maja Dramadol är en bergstopp i Montenegro på gränsen till Kosovo. Den ligger i den östra delen av landet. Toppen på Maja Dramadol är 2 120 meter över havet. Maja Dramadol ingår i Hajla.
Terrängen runt Maja Dramadol är huvudsakligen kuperad, men åt sydost är den bergig. Den högsta punkten i närheten är 2 269 meter över havet, 2,2 km sydost om Maja Dramadol. I omgivningarna runt Maja Dramadol växer i huvudsak blandskog.